# Eglinton (métro de Toronto)
Pour les articles homonymes, voir Eglinton.
Eglinton est une station de métro de la ligne 1 Yonge-University du métro de Toronto. Située sur l'avenue Eglinton, elle est au cœur du quartier Yonge-Eglinton dans Midtown Toronto. La station fut inaugurée le 30 mars 1954 et elle est une des stations les plus fréquentées du réseau de métro.
La ligne 5 Eglinton desservira la station Eglinton une fois sa construction terminée, ce qui est prévu pour 2024. Eglinton deviendra alors une station de correspondance entre les deux lignes. 

## Situation sur le réseau
Établie en souterrain, la station Eglinton de la ligne 1 Yonge-University, précède la station Davisville, en direction du terminus Vaughan Metropolitan Centre, et elle est précédée par la station Lawrence, en direction du terminus Finch.

Plan du métro de Toronto (2023)

## Services aux voyageurs

### Intermodalité
La station est desservie par des bus des lignes : 13 Avenue Road, 32 Eglinton West, 34 Eglinton East, 51 Leslie to Steeles, 54 Lawrence East to Orton Park, 56 Leaside, 61A Avenue Road North, 97 Yonge, 100 Flemingdon Park et 103 Mt Pleasant North.

## Projets
Il est prévu la desserte de la station par la ligne Eglinton Crosstown (ligne 5) lors de son ouverture programmée en 2022.

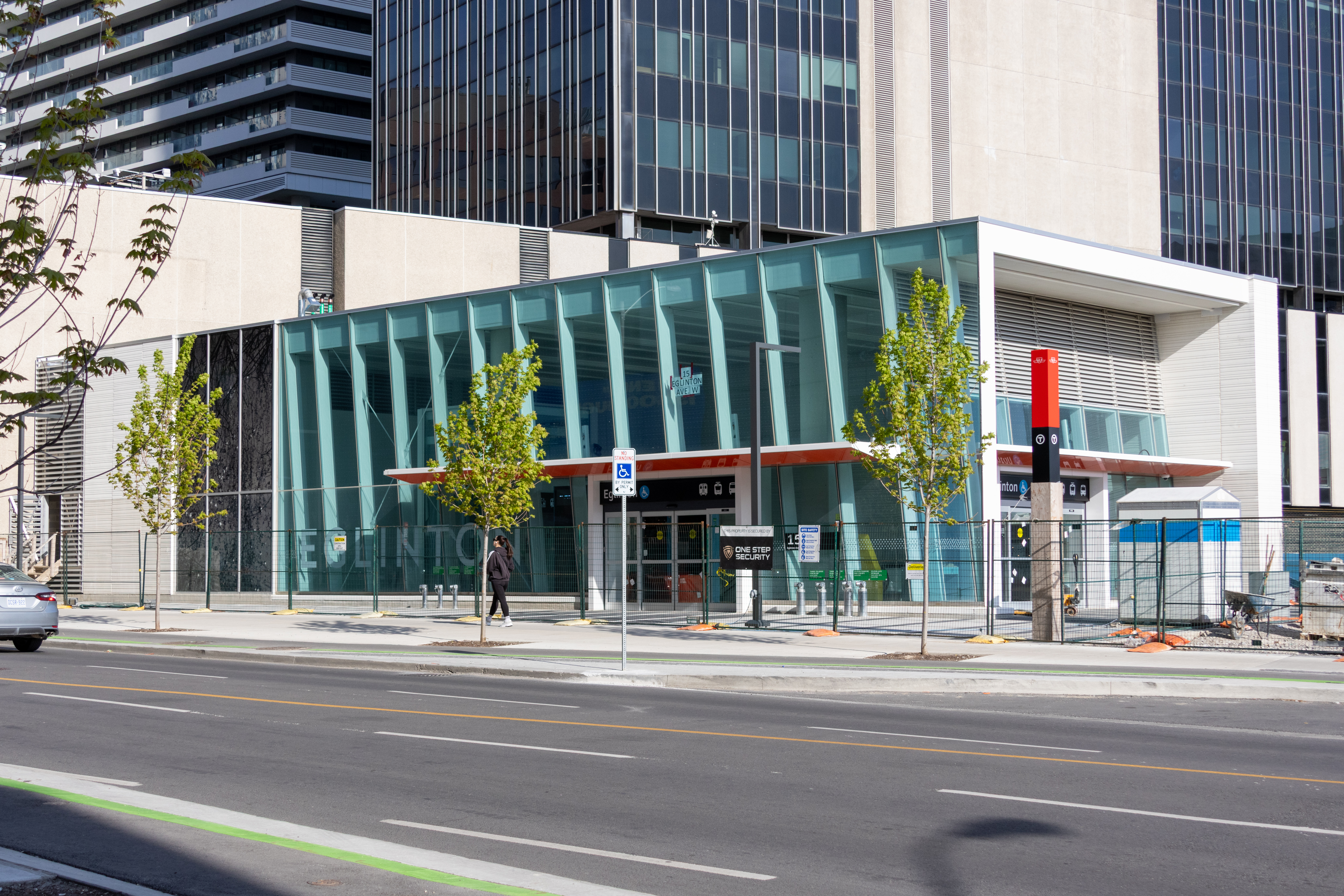
Future entrée extérieure de la ligne 5 Eglinton

## À proximité
- Eglinton Park (Toronto) (en)
- Canada Square (en)
- Centre des sciences de l'Ontario